# Liste der Monuments historiques in Gournay-sur-Aronde
Die Liste der Monuments historiques in Gournay-sur-Aronde führt die Monuments historiques in der französischen Gemeinde Gournay-sur-Aronde auf.

## Liste der Bauwerke
| Bezeichnung  | Beschreibung | Standort | Kennzeichnung | Schutzstatus | Datum | Bild           |
| ------------ | ------------ | -------- | ------------- | ------------ | ----- | -------------- |
| Grabmonument | Erbaut 1808  |          | PA00114705    | Inscrit      | 1949  | weitere Bilder |